# 比利提斯的女儿
比利提斯的女兒們（Daughters of Bilitis），也被稱為DOB或女兒們（Daughters），是美國第一個 女同性戀的公民權利和政治權利組織。該組織於1955年在舊金山成立，因為在當時被認為是女同性戀酒吧的替代品，而經常受到警察的臨檢和騷擾。隨著成員的增加，該組織逐漸轉向為沒有出櫃的女同性戀提供支持，通過社群教育提升她們的權利意識，讓她們可以更了解同志歷史。正如女性歷史學者莉莉安·斐德曼（Lillian Faderman）所說，在針對同志的獵巫文化與警察騷擾盛行的年代，這一組織的成立本身就代表著勇氣，她們需要時刻面對潛在的攻擊，無論她們做什麼，她們的存在本身就充滿了意義。比利提斯的女兒們運營了14年，是女同性戀、男同性戀、精神健康研究領域的研究者們的重要教育資源。

## 背景
第二次世界大戰後，美國經歷了麥卡錫時代，不少美國人被指為共產黨人或同情共產主義者，被迫在政府或私營部分、委員會等地接受不恰當的調查和審問。美國國會開始要求對政府雇員進行安全審查。1948年，司法部編訂名單，列出具有顛覆性的組織名單，與這些組織有關係的雇員也都會被登記在冊。1950年，國務院宣佈同性戀者為安全風險（因為這一群體更容易受勒索），隨之而來的是針對同性戀者的一系列打壓性行為，包括大量解僱聯邦、州和地方政府中疑似同性戀者的政府僱員。出於類似的政治動機，美國和加拿大各地的警察對同性戀酒吧進行臨檢，甚至政府明確頒佈法律禁止異性裝扮行為。

## 歷史
1955年，在一起三年的女同性戀伴侶黛兒·馬丁和菲莉絲·賴恩（Del Martin and Phyllis Lyon）向一對男同性戀伴侶抱怨她們不認識任何其他女同性戀者後，這對男同性戀伴侶介紹了另一對女同性戀伴侶給她們。隨後，這對伴侶建議黛兒·馬丁和菲莉絲·賴恩成立一個社交俱樂部。1955年10月，八個女人──四對女性戀伴侶──聚集在舊金山開始共享社交渠道。因為當時在公共場所與同性共舞仍然是非法的，因此她們的首要目標之一即是有一個可以跳舞的地方。馬丁和賴恩後來回憶說：“女性需要隱私……不僅要避開警察的監視，也要避開一般酒吧裏陌生人的窺探和來自父母及家庭的質疑。”儘管這個小團體在當時還不確定要如何運營，但在定期見面一段時間後，她們都意識到成立社團的必要性，並迅速選舉了馬丁為主席。從一開始，她們就非常明確她們的目的是要教育其他女性有關女同性戀的知識，減少她們因為社會排斥而導致的自我厭惡。

### 命名
在這個小團體第二次聚會時，她們確定了這個社團的名字。「比利提斯」是法國詩人與作家彼得·路易（Pierre Louÿs）所著的詩歌《比利提斯之歌》（The Songs of Bilitis）中提到的人物。在詩歌中，比利提斯與莎孚一起住在愛琴海東北部的列斯伏斯島上。當時之所以選擇這個名字，是因為這個名字十分隱晦，無法看出社團的性質。事實上，即使是馬丁和賴恩也不知道它的意思是什麼。之所以叫「女兒們」是因為想要建立與當時美國其它社會團體的聯繫，例如美國革命的女兒協會(Daughters of the American Revolution)。早期比利提斯的女兒們的成員一直以一種自相矛盾的方式在運營：一方面她們希望吸引對俱樂部有興趣的潛在成員，另一方面又要對社團的存在嚴格保密。馬丁和賴恩後來解釋這個名字時說：「如果有人問我們是做什麼的，我們總是可以說我們是一個詩歌社團。」比利提絲的女兒們還設計了一個別針供社團成員佩帶，以便能夠迅速認出彼此。她們還選定了社團的顔色，並投票確定了社團的座右銘是“Qui vive。”這個座右銘在法文中是警惕的意思。該社團於1957年向政府提交了一份語焉不詳的非營利組織章程，賴恩回憶說：「只看章程的話，你甚至以為這是一個養貓社團。」

### 願景
比利提斯的女兒們創會一年左右時，儘管大多數參與籌組社團的成員已經離開，但社團的成員仍然達到了16個，而且成員們也更加明確這一社團不僅僅只是一個酒吧的替代品。歷史學者Marcia Gallo這樣記載這段歷史：「她們（比利提斯的女兒們的成員）意識到許多女同性戀都因為對她們的性欲望感到羞恥而選擇逃避，她們知道。。。如果這些女同性戀無法獲得支持，就無法建立自信從而去倡導自己的權利，這樣下去，女同性戀的社會處境就無法改變。」
截至1959年，比利提斯的女兒們在紐約、洛杉磯、芝加哥和羅德島均建立了分部。社團成員舉辦會議時，組織者會在門口與參會者逐個打招呼。為了顯示善意，她們通常會說：「我是XXX，請問你怎麼稱呼？你不需要告訴我你的本名，甚至不需要告訴我名字的簡稱。」
當賴恩和馬丁意識到社團無法在當地報紙上宣傳活動時，具有新聞從業背景的兩個人便開始自己製作通訊，並分發給她們所認識的女性。1956年10月，這份通訊被正式命名為《梯子》（The Ladder），這是美國第一個全國性發放的女同性戀出版物。1958年和1964年，《梯子》通過郵寄的方式分別做了兩次讀者調查，並第一次公開發表了與女同性戀者相關的一系列統計數據。馬丁擔任了《梯子》的第一任主席，而賴恩則擔任了編輯一職。
成立不久之後，馬丁和賴恩根據當時女同性戀通常遇到的緊迫議題撰寫了社團的願景聲明。在聲明中，比利提斯的女兒們宣稱自己是一個「促進同性戀融入社會的婦女組織」，並進一步說明了社團成立的四個目的。這份聲明被自《梯子》發刊開始便被印在了雜誌的封底內頁，直至1970年。
這份聲明的具體內容是：

1. 建立聚焦性偏差主題的文庫、支持……法律精神病學、宗教和其他專業人士所主導的……公共討論、在女同性戀者中倡導被社會所接受的行為和穿著方式……從而推薦多樣的教育……使女同性戀者能夠認識自己並適應社會……
2. 通過公眾教育……逐漸破除錯誤的禁忌和偏見……
3. 通過參與心理學家，社會學家等專業人士的研究項目，增加公眾對於同性戀的了解。
4. 通過對法律制度中有關同性戀的相關規定和處罰的研究，推動國家司法系統中有關同性戀的實質權利變化。

紐約分會主席芭芭拉·吉廷斯（Barbara Gittings）強調之所以在願景中用「多樣教育」取代了「女同性戀教育」，是因為在1956年「女同性戀」仍然具有非常負面的意涵。

### 策略
早期的同性戀權益倡導運動，仍然被稱為同性之愛運動，是由成立於1950年的馬太辛協會（Mattachine Society）首先推動的。創立初期，由於創始人的共產主義傾向，馬太辛協會在政治上偏向激進，但協會的核心成員認為通過讓異性戀社會相信同性戀者與自己沒有什麼不同的策略要比激進的社會變革更保險且富有成效。於是在1953年，他們最終改變了策略。比利提斯的女兒們也遵循了這一模式，鼓勵其成員盡可能地同化並融入當時的異性戀文化。
有關不同性別氣質的女同性戀（Butch and femme）應當如何著裝以及如何合宜的進行性別角色表達一直是協會成員爭論的問題。早在1955年，協會就制定了一項規則，參加協會會議的成員如果需要著褲裝，必須著女式休閒褲。然而，這一規則並沒有真正發生效力，因為大多數與會者都穿著牛仔褲，而在當時並沒有女式的牛仔褲。芭芭拉·吉廷斯回憶起當時的一個例子：「為了準備一次全國大會，協會成員成功的說服了一位從未穿過女式服裝的女性『盡可能地在著裝上讓自己成為女人』。協會成員在當時將此事視為偉大的勝利……我們現在看到這種類似福音派的行為會覺得十分震驚。」
在1959年的舊金山市長競選過程中，比利提斯的女兒們被當時的政客所利用。候選人拉塞爾·沃爾登（Russell Wolden）在選舉中為了攻擊現任的市長喬治·克里斯托弗（George Christopher），暗示克里斯托弗正在讓這個城市變得對「性別偏差者」安全。沃爾登在他提供的材料中說：「那些女孩的父母，不要以為你沒有兒子，就自滿的覺得同性戀者跟你沒有關係……你需要知道一個女同性戀組織的存在，她的名字是比利提斯的女兒。」為了阻止會員和訂閱者的信息落入其他人的手中，《梯子》的訂閱者名單僅有兩份。在這次政治爆料發生後，協會的主事者迅速將名單從總部轉移，僥倖避開了舊金山警方隨後對協會辦公室的搜查。此事在當時影響極大，甚至聯邦調查局也表現了對協會的興趣，參與了1959年有關協會的報告會議並表示說：「比利提斯的女兒們的目的是通過公眾教育讓社會接受女同性戀者。」

#### 全國會員大會
1960年，比利提斯的女兒們在舊金山成功地舉辦了第一次全國會員大會，隨後會員大會每兩年召開一次，直至 1968年。這次大會的新聞稿被派發到當地的電臺和報紙，促使《舊金山紀事報》報導了這一會議，報導者赫伯·卡恩(Herb Caen)還借機調侃拉塞爾·活爾登道：「就算別人沒有興趣，拉塞爾·沃爾登一定會非常樂於知道比利提斯的女兒們將在5月27﹣30日召開會員大會。他們是女版的馬太辛協會，而且值得一提的是，律師Morris Lowenthal將在大會上發表以《法庭中的同性戀酒吧》為題的演講。哦兄弟。。。不，我是說姐妹們，來想一想，我不知道我要說什麼。。。」這段話也被收錄到當年3月號的《梯子》中。
兩百名左右的女同性戀出席了這次大會，當地的警察也參加了這次大會，以確保會議期間協會的成員不會穿著男式服裝。黛兒·馬丁配合警察完成了這次檢查，讓他們看到全體的參會者都穿著裙子，長筒襪和高跟鞋。這次大會的演講也非常精彩，包括兩位律師對於同性戀酒吧的法律和道德問題的辯論以及美國公民自由聯盟的演講。一位美國聖公會牧師也在會議期間“長篇大論”來提醒與會者都是罪人，但觀眾們仍然給予他禮貌的回應。這次會員大會也向協會的男性盟友──她們稱之為「比利提斯之子」（Sons of Bilitis，簡稱SOBs），頒發了特別的獎勵，包括支持她們的律師、攝影師以及幫助她們籌備會員大會的馬太辛協會的成員。
協會在1962年舉辦的第二次會員大會進一步吸引了電視媒體的注意。KTTV臺的一檔名為保密文件（Confidential File）的節目報導了這一會議，並在全國播放，這應該是美國國家廣播歷史上第一次有關女同性戀的專門報導。

### 改變策略
1960年，《梯子》讀者的來信顯示了對於協會鼓勵女同性戀通過從眾行為來迎合主流價值這一策略的不滿。黛兒·馬丁和菲莉絲·賴恩在1970年代回顧這一策略時，也認為當時鼓勵女同性戀融入主流社會的想法在現在看來已經過時。但不可否認的是，在1950年代、甚至1960年代初期，許多同性戀還認為這種迎合主流價值的策略過於激進，很難被實現。比利提斯的女兒們從未達到過馬太辛協會的規模。對於它的權利主張，有人認為過於理想主義不切實際，有人卻覺得過於溫和。
1961年，警察對舊金山一家同性戀酒吧進行了史上最大規模的一次臨檢並逮捕了100個人。在另一次對芝加哥同性戀酒吧的臨檢中，警察強令被逮捕的女性證明她們沒有穿著男性內衣。這一系列事件促使《梯子》更加關注權利議題：「如果我們希望贏得我們的戰鬥，我們必須戰鬥。首先，不要讓自己擺脫恐懼，因為只有它是我們無所不在的敵人。」
然而，直到1962年協會的第二次會員大會，協會全國主席傑伊·貝爾（Jaye Bell）仍然強調應該用務實低調的方法來慢慢改變美國監禁制度。但1963年發生了兩件事，徹底的促成了協會策略的改變。這一年，一名拒絕透露名字的捐贈者（協會稱其為「賓夕法尼亞」）開始向協會捐贈大筆資金──五年內總計捐贈10萬美元。「賓夕法尼亞」向多名協會成員贈予了3000美元的支票，再由這些成員轉贈給協會。同年，芭芭拉·吉廷斯取代了黛兒·馬丁成為《梯子》的主編。
因為《梯子》是協會核心領導層和個人成員及各分會溝通的主要方式，因此編輯一職在組織中極具影響力。吉廷斯對雜誌進行了重大改革，將重點調整為提高女同性戀的可見性。吉廷斯所做的首批舉動之一即是讓協會加入了一個由男同性戀和女同性戀共同組成的社交和政治協會聯盟──東海岸同性戀組織網絡（Eastern Regional Conference of Homophile Organizations，簡稱ECHO）。 1964年，在東海岸同性戀組織的會員大會上，協會成員公開表達了對於同性戀病理化論述的不滿。在會議期間，一位名叫阿爾伯特·艾利斯的主講人表示「絕對的同性戀者是精神病患者（Psychopathy）。」這一主張立刻引起了當場一名觀眾的反擊「任何去找你接受治療的同性戀一定是精神病患者。」這一回應得到了觀眾熱烈的掌聲。
1964年，馬丁和賴恩開始淡出協會的領導核心：「我們覺得，一個組織的存在不應該僅依賴兩個人，它必須能夠獨立自主的發展。我們的退出就是幫助它實現這件事。」馬丁和賴恩隨後加入了新成立的宗教和同性戀委員會（Council on Religion and the Homosexua，簡稱CRH），希望可以推動制度性宗教與同性戀者之間的對話。他們也嘗試敦促比利提斯的女兒們也加入這一委員會，但協會之前制定的章程明確禁止了協會作為一個組織加入另一個組織（當時制定這一章程主要是防止協會被認為是共產主義社團）。
同性戀運動受到了當時非裔美國人民權運動成功的影響 （1960年，協會的全國主席是非洲裔美國人克萊奧·邦納），1965﹣1966年間，協會的主要成員芭芭拉·吉丁斯，黛兒·馬丁和菲莉絲·賴恩與馬太辛協會的成員多次在白宮、美國國務院和其他聯邦大樓抗議。作為《梯子》的編輯，吉丁斯還鼓勵協會的其他人也這樣做，可想而知，他們的這一行動在協會的核心領導層中引起了巨大的爭議。吉丁斯還在《梯子》中著有專欄，名為「生活中的倡導」 （Living Propaganda），鼓勵女同性戀者向身邊的朋友和家人出櫃。當然，她也通過這一專欄公開表達了對法蘭克·卡梅尼（Frank Kameny）倡導活動的支持。對於法蘭克認為同性戀者和異性戀者一樣正常的主張，《梯子》的讀者表達了不同的反應。有些人對此表示支持，但另一些人則不滿法蘭克的這一政治態度，還有一些人憤慨於法蘭克作為一個男性來教導女同性戀應該如何生活。協會的領導者也不喜歡法蘭克以及吉丁斯對於雜誌所做的變革，最終導致吉丁斯在1966年卸下了主編一職。

### 女權主義的崛起
黛兒·馬丁曾經明確提道比利提斯的女兒們從成立伊始就是一個女性主義組織，專注於女性以及女同性戀者的問題。60年代中期，女性主義成為協會大多數成員所關注的議題。成為 1966年，馬丁和賴恩加入了全國婦女組織（National Organization for Women），並通過入會家庭折扣的方式來慫恿《梯子》的讀者也加入這一組織 。歷史學家馬丁·梅克（Martin Meeker）指出，1966年協會在北美同性戀組織大會（North American Conference of Homophile Organizations，簡稱NACHO）期間舉辦的會員大會是成為其發展過程中的轉折點，至此之後，女性的議題在協會的工作中逐漸超過男同性戀所關注的議題。這次大會也是協會歷史上所舉辦的最大規模的一次會議，吸引了舊金山大量媒體的報導。這次會議邀請了許多全國知名的講者，但多數演講都以男同性戀為主要關注對象，這成為女權主義在協會真正崛起的契機。
1966年11月，時任比利提斯的女兒們全國總會主席的雪莉·威勒（Shirley Willer）發文指出：男同性戀者和女同性戀者所面臨的問題存在差異。男同性戀者在當時最關注的議題是他們經常遭遇的議題，如警察的騷擾、釣魚執法、唆使（Solicitation）、以及公共場所的性行為，而女同性戀則很少遇到這些情況，直到最近，才有少數女同性戀因為異性裝扮被捕。事實上，女同性戀關注的問題主要是就業和晉升機會、家庭關係、子女監護和探視權。隨著越來越多成員覺得她們的議題沒有被同性戀組織討論，她們開始認為相比於男同性戀，女同性戀的處境與異性戀女性更接近。
時代的變遷也影響著協會的走向。年輕成員與資深成員之間的代溝在很多議題上顯現，地方分會和全國總會之間的矛盾也日益激烈。成員的活躍度下降，數量也開始減少，越來越多的年輕成員選擇離開並加入女權主義組織。當1968年會員大會在丹佛舉辦時，僅有不到二十幾名參會者。

### 爭議性的結尾
《梯子》的編輯是一份全職工作，在芭芭拉·吉廷斯離開之後，協會的資深成員海倫·桑多斯（Helen Sandoz）暫時接手了她的編輯工作。但這份繁重的工作很快影響了她私人的親密關系，導致她在1968年將這一工作交給了芭芭拉·格裏爾（Barbara Grier）。僅管格裏爾自1957年就開始為《梯子》雜誌撰寫書評和詩歌，但她與協會的核心工作團隊彼此之間並不熟悉。
格裏爾對《梯子》抱有很高的期待。為了吸引更多女性讀者，她將吉廷斯在1964年放在封面上的「一本女同性戀評論」的字樣刪除。她擴充了雜誌的內容，增加了每個單元，並把女權主義的思想大量的引介到雜誌中。她在1969年報導了比利提斯的女兒們在澳大利亞的第一家分會，並嘗試在新西蘭和斯堪的納維亞地區組建分會。1970年，格裏爾試圖讓雜誌在協會瓦解的過程中倖免於難，於是她在協會主席麗塔·拉波特（Rita LaPorte）的支持下，將雜誌的訂閱名單從舊金山總部帶到了雷諾 (內華達州)。《梯子》的訂閱名單僅有兩份，麗塔·拉波特在帶走名單和打印機的時候，並沒有告訴除了格裏爾以外的任何人。因此，當馬丁和賴恩發現名單丟失時，她們認為這一名單已經被警方或者FBI獲得。Previous editors Martin, Lyon, Gittings, and Sandoz considered the act a theft.《梯子》的歷任編輯皆認為這一行為構成了盜竊，但由於麗塔將這份名單帶離州境，如果想追查名單，就需要上升到聯邦等級的調查，而當時的協會並沒有資源將名單追回。格裏爾隨後切斷了與協會總會領導層的關係，由於失去了訂閱人名單，總會也無法再和各分會保持聯繫。1970年，比利提斯的女兒們正式結束，儘管它的一些分會在此之後仍然獨立運作。儘管格裏爾在雜誌失去協會資助後，計劃通過廣告和訂閱的營利方式繼續經營《梯子》，但最終沒有成功。《梯子》在1972年因為資金短缺而正式停刊。
比利提斯的女兒們啟發並促成了許多女同性戀組織和女權主義組織的成立。對於協會運營14年對於女同性戀社群的影響，歷史學者馬丁·梅克這樣評價：「比利提斯的女兒們成功的將（美國）全國數百名的女同性戀聚集在一起， 並通過印刷、圖像在內的現代溝通方式建立並維持了這一獨特的網絡。」

## 組織檔案
馬丁和賴恩保存了比利提斯的女兒們全國總會和舊金山分會的完整檔案，現在被存放在舊金山一家致力於研究、存檔的非營利組織──同志歷史協會（GLBT Historical Society）。這些檔案詳盡的目錄也可以在互聯網上獲得。
另外，女同志歷史檔案女同志歷史檔案（Lesbian Herstory Archives）所持有的紅點收藏（Red Dot Collection）也收錄了協會紐約分會的資料。